# Tunochilus marginis
Tunochilus marginis är en mångfotingart som beskrevs av Chamberlin 1950. Tunochilus marginis ingår i släktet Tunochilus och familjen Chelodesmidae. Inga underarter finns listade i Catalogue of Life.